# مهرجان القدس الدولي للعود
مهرجان القدس الدولي للعود، (بالإنجليزية: Jerusalem International Oud Festival)‏، في خريف كل عام، ومنذ عام 2000م، تستضيف القدس مهرجان العود الدولي، بحلة جديدة، يتبوأ فيها العود مكانا مركزيا على المسارح المختلفة في المدينة.
وفي مستهل طريقه، كان هذا المهرجان مقتصرا على قاعة واحدة تستوعب 100 شخص وسرعان ما أخذ في الاتساع ليمتد على حوالي اسبوعين، ويستضيف فنانين من جميع انحاء المنطقة، والفنانين العرب المحليين.

## أهم العوامل التي ساهمت في تطور المهرجان
1. الإحتكاك بالموسيقى العربية، من خلال اختراق الموسيقى العبرية، وتأثيرها عليها سواء في الموسيقى الدينية اليهودية، أو الموسيقى الإسرائيلية العلمانية.
2. التغيير في العقلية الإسرائيلية، التي كانت في بداية قيام دولة إسرائيل، متأثرة بالنزاع العربي الإسرائيلي، باعتباره العدسة التي وجه الإسرائيلي نظره عبرها لكل ما هو عربي أي طرف في النزاع.
3. رواج الموسيقى الشرقية العبرية الرخيصة، في الاسواق، شكل ضغطا على محطات البث السمعية والمرئية، بسبب رواجها في الحفلات مما اضطر هذه المحطات إلى بثها واسماعها. هذا الامر ادى بدوره إلى زيادة رواج الموسيقى الشرقية وشعبيتها لتعود الاذن الإسرائيلية عليها.
4. الدعم المالي الذي حظي به هذا المهرجان من جهات وصناديق اجنبية أوروبية من ناحية، وبالمقابل زيادة الوعي السياسي لاهمية هذه المهرجانات ودعمها على المستوى الحكومي.
5. انتشار التكنولوجيا الرقمية، التي ساهمت في تداول الروابط للأغاني العربية، التي شقت طريقها على الفضاء الافتراضي، كما ان غوغل ساهمت مساهمة فعالة، في تقريب الباحث من مصادر هذه الاغاني، والألحان.

## الاغاني العربية التقليدية والكلاسيكية
يكرس المهرجان امسيات خاصة لفنانين تركوا بصماتهم، على عالم الموسيقى العربية، مثل اغاني أم كلثوم الموسيقار محمد عبد الوهاب المطرب فريد الأطرش أسمهان وليلى مراد المطرب العراقي ناظم الغزالي وغيرهم.